# Feretia apodanthera
Feretia apodanthera är en måreväxtart som beskrevs av Alire Raffeneau Delile. Feretia apodanthera ingår i släktet Feretia och familjen måreväxter.

## Underarter
Arten delas in i följande underarter:
- F. a. apodanthera
- F. a. keniensis
- F. a. tanzaniensis